# Dunderave Castle

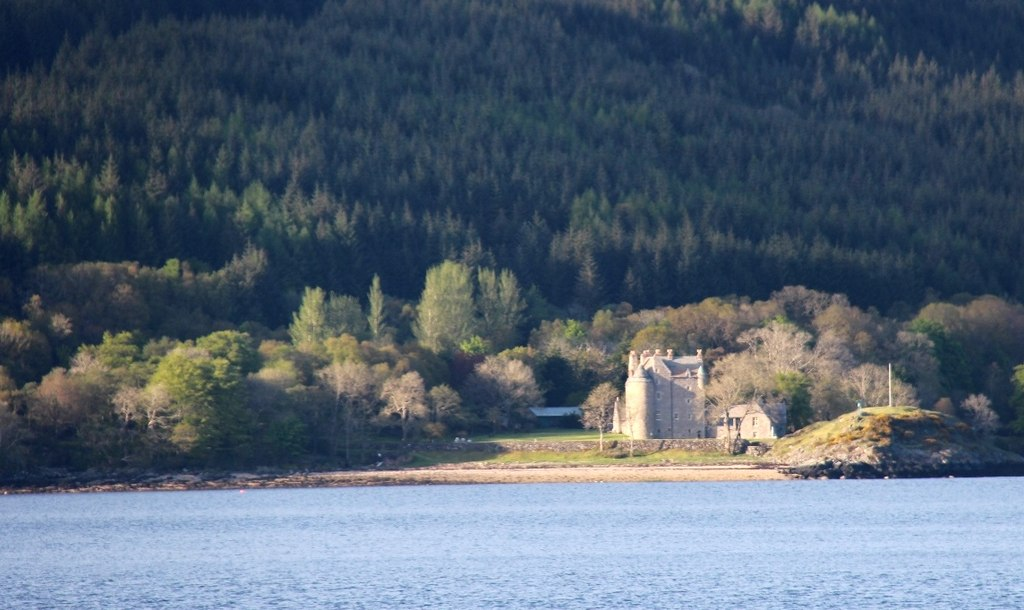
Dunderave Castle, Ansicht vom gegenüberliegenden Ufer des Loch Fyne

Dunderave Castle, auch Dundarave Castle geschrieben, ist ein schottisches Tower house etwa fünf Kilometer nordöstlich der Ortschaft Inveraray in der Council Area Argyll and Bute. Der ehemalige Hauptsitz des Clans MacNaughton (MacNachtan) aus dem späten 16. Jahrhundert ist heute Privatbesitz und kann nicht besichtigt werden.
Am 20. Juli 1971 wurde Dunderave Castle als Listed Building der Kategorie A in die schottische Denkmalliste aufgenommen.

## Geschichte

### Stammsitz des Clan MacNaughton
Erbauer der Burg war aller Wahrscheinlichkeit nach John MacNaughton, der einen Ersatz für den vormaligen Familienstammsitz Dubh Loch Castle, nur wenige Kilometer westlich von Dunderave an den Ufern des Sees Dubh Loch, errichten ließ. Bauherr könnte aber auch schon Johns Vater Ian MacNaughton gewesen sein. Ein Reliefstein über dem Eingang des Gebäudes zeigt die Jahreszahl 1598 und würde somit für John MacNaughton, der seinem Vater zwischen 1593 und 1596 als Clan Chief nachgefolgt war, als Erbauer sprechen. Allerdings wurde der Stein vermutlich nicht für Dunderave, sondern für ein anderes Gebäude angefertigt und lediglich in Dunderave zweitverwertet, weswegen er nicht für eine verlässliche Datierung herangezogen werden kann. Aufgrund der architektonischen Merkmale der Burg zeigt der Stein aber wohl eine Jahreszahl nahe dem tatsächlichen Errichtungszeitraum.

### Eigentum des rivalisierenden Clans Campbell

Gemälde von Dunderave Castle als Ruine

Dunderave Castle etwa 1890

Alexander MacNaughton musste seinen Besitz im 17. Jahrhundert wegen hoher Schulden verpfänden und hinterließ bei seinem Tod 1630 seinem Bruder Malcolm nur hoch verschuldete Ländereien. 1667 machten Gläubiger der Familie Ansprüche auf Dunderave Castle geltend. Als dann der damalige Chief John MacNaughtan 1689 auch noch in der Schlacht von Killiecrankie auf Seiten der Jakobiten kämpfte, wurden vieler seiner Güter nach Niederschlagung des jakobitischen Aufstands konfisziert, sodass seinem gleichnamigen Sohn keine andere Wahl blieb als das verbliebene Cland-Land 1710 Sir James Campbell of Ardkinglas zu überschreiben. Campbell hatte zuvor die Rechte der MacNaughton-Gläubiger aufgekauft. Eine oft tradierte Geschichte erzählt eine andere Version, wie der Clan Campbell in den Besitz des MacNaughton-Landes kam: Demnach habe John MacNaughton geplant, die jüngere Tochter Colin Campbells, 1. Baronet of Ardkinglass zu heiraten, sei von seinem Schwiegervater aber getäuscht und gegen seinen Willen mit der älteren Tochter vermählt worden. Daraufhin seien MacNaughton und die jüngere Tochter gemeinsam geflohen und der MacNaughton-Besitz an den Clan Campbell gefallen. Diese Erzählung ist aber durch nichts gesichert und von keinerlei historischen Aufzeichnungen gestützt.
Dunderave Castle wurde von den Campbells nicht besonders gut gepflegt. 1748 wohnten dort noch Soldaten, welche die neue Straße von Inveraray nach Glasgow bauten, aber Mitte des 19. Jahrhunderts war das Gebäude schon eine Ruine ohne Dach. Trotzdem galt es in den späten 1890er Jahren als einer der besterhaltenen Anlagen des 16. Jahrhunderts in den westlichen Highlands und war ein beliebtes Motiv von Künstlern. Dem schottischen Autor Neil Munro diente Dunderave Castle zum Beispiel als Vorlage für seinen 1901 veröffentlichten historischen Roman Doom Castle.

### Wiederaufbau unter Sir Andrew Noble
Um 1905 erwarb der schottische Physiker Sir Andrew Noble das Gebäude als Teil des Ardkinglas Anwesens und beauftragte den schottischen Architekten Robert Lorimer mit der Restaurierung und Erweiterung der Anlage als Wohnsitz für Nobles Schwester Lilian. Lorimer hatte für die Familie Noble ab 1906 auch schon Ardkinglas House gebaut und zuvor ab 1892 Erfahrungen auf Earlshall Castle mit dem Umbau alter Adelssitze sammeln können. Allerdings war Dunderave eine größere Herausforderung, denn hier galt es, eine Ruine wieder bewohnbar zu machen. In den Jahren 1911 und 1912 wurde das Gebäude wiederaufgebaut und mit zwei neuen Flügeln erweitert. Dabei gestaltete Lorimer die neuen Zubauten wesentlich niedriger, um den imposanten Eindruck des Haupthauses nicht zu schmälern. Lorimer war aber nicht nur für das Architekturdesign zuständig, er gestaltete für Dunderave auch die Innenausstattung, Mobiliar und einen Garten.

### Seit Mitte des 20. Jahrhunderts

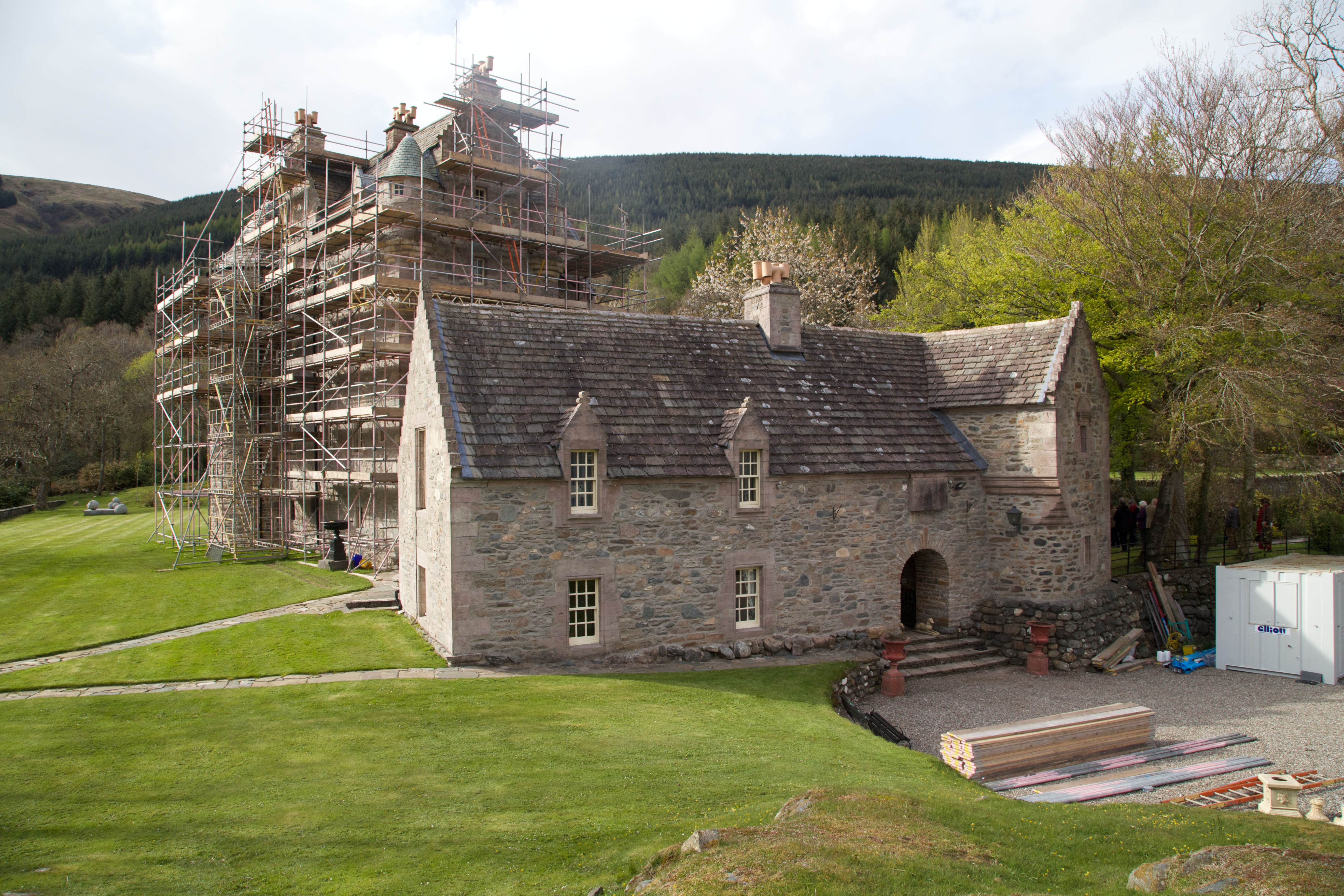
Die Burg während Restaurierungsarbeiten 2015; im Vordergrund: der südöstliche Flügel von Lorimer

Von der Familie Noble kam das Tower house etwa 1950 in den Besitz von John Weir, dessen Schwiegertochter Irene es bis zu ihrem Tod 1987 bewohnte. Im Jahr darauf erwarb es der amerikanische Geschäftsmann Barry Weir, der es gemeinsam mit seiner Frau Roma zu einem Luxushotel machen wollte. Dafür sah das Paar etliche Umgestaltungen und Neubauten auf dem Burgareal vor, unter anderem sollten dort zehn Schweizer-Chalets inklusive Schwimmhalle und Parkplätzen entstehen. Die meisten Umbaupläne der neuen Burgherren wurden jedoch nicht genehmigt, auch weil zahlreiche Denkmal- und Landschaftsschutzorganisationen dagegen angingen. Und so verkauften die Weirs, nachdem sie etwa eine Million Pfund in die Anlage investiert hatten, Dunderave Castle Anfang der 1990er Jahre wieder. Neuer Eigentümer wurde ein Augenchirurg, dem die Burg noch heute gehört. Er setzte die durch Barry Weir begonnene Restaurierung weiter fort. Während des langwierigen Projekts musste die Wasserdichtigkeit der durch Umwelteinflüsse wie Wind und Salzwasser stark beeinträchtigten Bausubstanz wiederhergestellt werden.

## Beschreibung

### Lage
Die Burg steht in den Highlands am nordwestlichen Ufer des Loch Fyne auf einem flachen, Dunderave Point genannten Felssporn. Die Anlage ist über die direkt nördlich des Burgareals verlaufende A83, welche die Halbinsel Kintyre an den Central Belt anschließt, an das heutige Fernstraßennetz angebunden. Diese Anbindung existiert erst seit etwa Mitte des 18. Jahrhunderts, als die englische Regierung die Straßen im schottischen Hochland nach dem Jakobitenaufstand von 1745 ausbauen ließ. Bis dahin war Dunderave Castle nur mit dem Boot über den Loch Fyne zu erreichen.

### Architektur

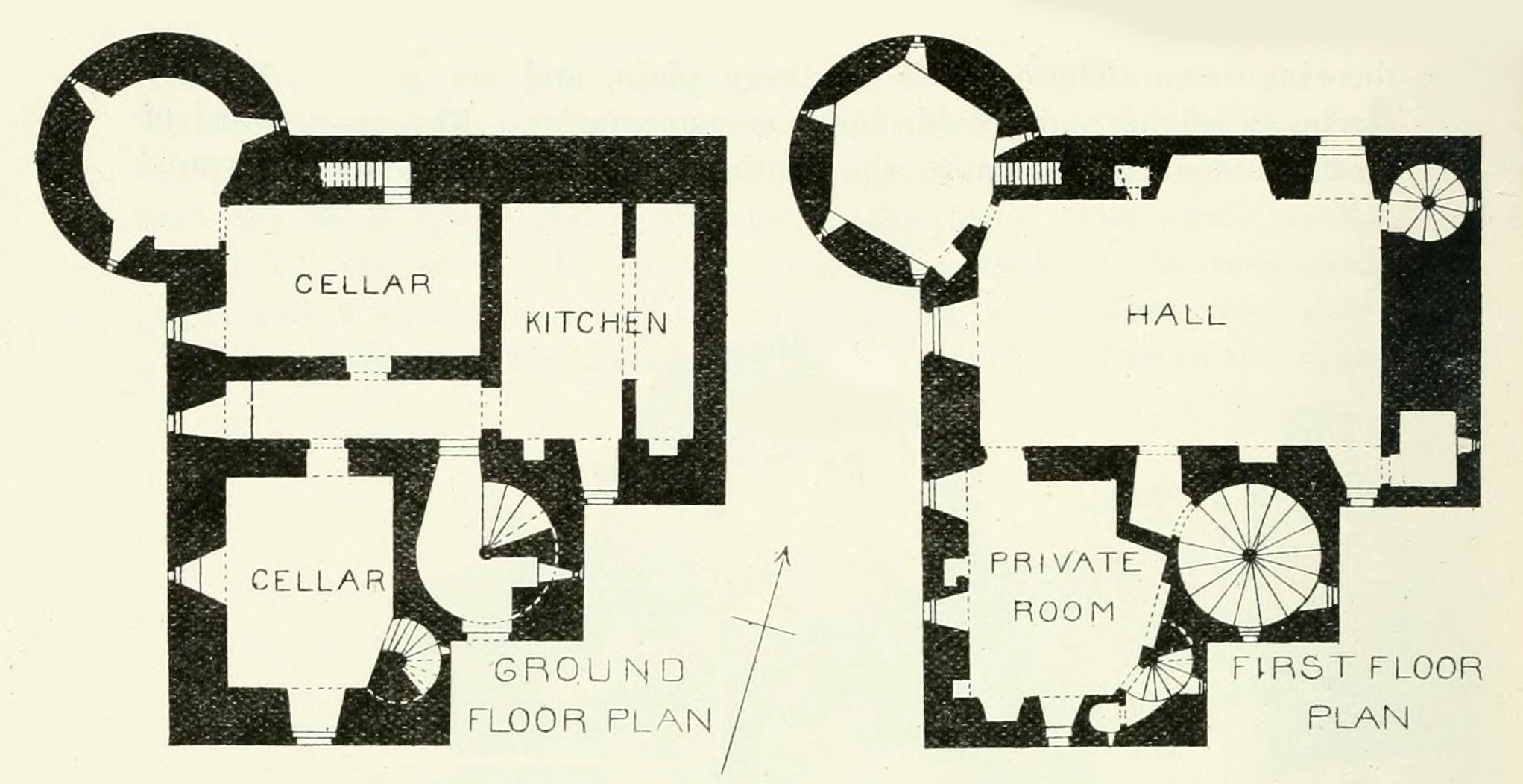
Grundrisse vor dem Wiederaufbau

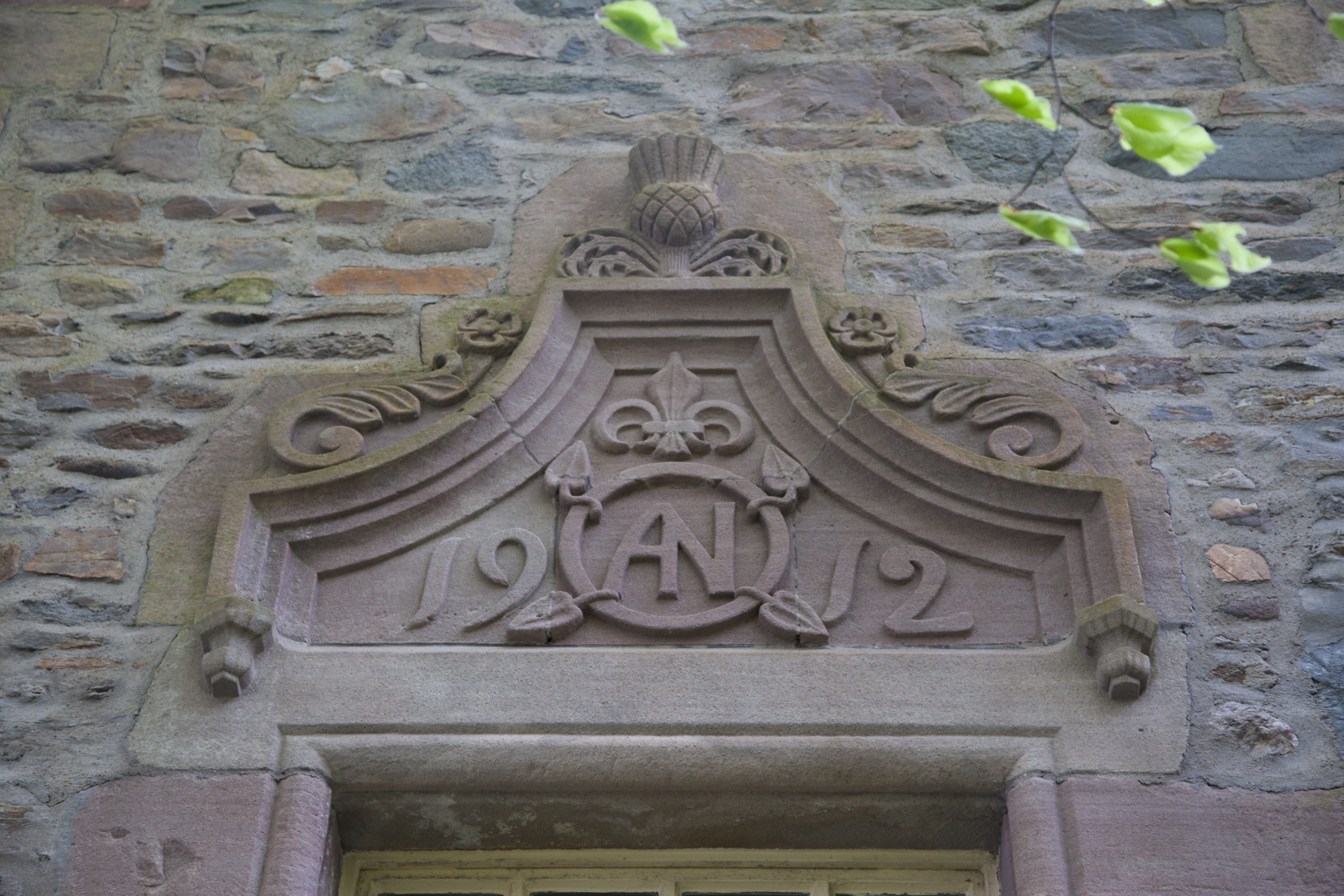
Fenstergiebel mit der Jahreszahl 1912

Dunderave Castle ist ein viergeschossiges Tower house mit L-förmigem Grundriss, bestehend aus einem rechteckigen, 12,1 × 8,5 Meter messenden Hauptbaukörper, dem sich nach Südosten rechtwinkelig ein kurzer Nebenbau von 6,15 × 5,2 Metern anschließt. Sie bilden gemeinsam das L des Grundrisses. Die durchschnittliche Mauerdicke des Hauptbaus beträgt 1,6 Meter, während die Mauern des Nebenbaus 1,2 bis 1,4 Meter dick sind. Im Winkel der beiden Bauten steht ein quadratischer Treppenturm mit drei Metern Seitenlänge, der im Inneren eine Wendeltreppe aufnimmt. Die Westecke des Gebäudes wird durch einen fünfgeschossigen Rundturm mit Kegeldach und 4,5 Metern Durchmesser eingenommen. Die östlichen Ecken der Nebenbaus sind im dritten Obergeschoss mit runden Scharwachttümen besetzt, die auf mehrreihigen Konsolen ruhen. Dem L-förmigen Hauptgebäude aus dem 16. Jahrhundert schließen sich nach Südosten und Nordosten zwei eineinhalbgeschossige Flügelbauten an, die im ersten Viertel des 20. Jahrhunderts errichtet wurden. Auch sie besitzen einen L-förmigen Grundriss und umschließen gemeinsam mit dem Hauptgebäude einen Burghof mit Kopfsteinpflaster. Das Mauerwerk von Dunderave Castle besteht aus lokalem Bruchstein mit Eckquaderungen und Fenstereinfassungen aus behauenem Sandstein. Viele der Fenster besitzen Entlastungsbögen oder ein giebelartiges Relief als oberem Abschluss. In den Außenmauern künden insgesamt 25 Schießlöcher von der Wehrhaftigkeit des Tower houses. Die Dächer mit Treppengiebeln sind mit Schindeln aus Stein gedeckt.
Der Eingang der Burg befindet sich im Erdgeschoss des Treppenturms. Er besitzt eine aufwändig ornamentiert Türeinfassung, und sein Sturz zeigt die Initialen IM und AN sowie die Inschrift „BEHALD THE END BE NOCHT / VYSER NOR THE HIESTES I HOIP IN GOD“ (unter anderem „BE NOT WISER THAN THE HIGHEST ONE“ und das Familienmotto der MacNaughtons „I HOPE IN GOD“). Die Initialen sind vermutlich die von John MacNauhgton und seiner Frau Anna MacLean (NicIllean), könnten sich aber auch auf seinen Vater Iain MacNaughtan und dessen Frau Agnes MacLean beziehen. Direkt über dem Türsturz ist ein mit der Jahreszahl 1598 markierter Stein eingemauert. Über dem Eingang befindet sich auf Höhe des ersten Obergeschosses eine heute leere Tafel, die früher einmal eine Wappendarstellung zeigte. Sie besitzt eine sehr ähnlich ornamentierte Rahmung wie die Eingangstür, wenngleich in wesentlich breiterer Ausführung.

### Innenräume
Das Innere von Dunderave Castle ist trotzt einiger Umbauten während der 1980/1990er Jahre immer noch repräsentativ für die Aufteilung eines frühneuzeitlichen Tower houses: Im Erdgeschoss mit Gewölbedecken liegen Vorratsräume und die einstige Burgküche mit den Resten eines großen Kamins. Im ersten Obergeschoss befindet sich ein großer Saal (englisch great hall) samt angegliedertem kleineren Raum, während in den übrigen Obergeschossen herrschaftliche Wohn- und Schlafräume liegen. Der Umstand, dass die Innenräume der Burg seit ihrer Errichtung nur wenig verändert wurden, ist dem Zeitgeist geschuldet, dem Robert Lorimer bei seinen Entwürfen für die Wiederherstellungsarbeiten 1911 bis 1912 folgte. Die Restaurierung von Dunderave Castle war eine von vielen, die im frühen 20. Jahrhundert an der schottischen Westküste vorgenommen wurde. Dabei stand jedoch nicht die Bequemlichkeit der Bewohner im Vordergrund, sondern romantische Vorstellungen und der Rückbezug auf Schottlands Geschichte, was sich in einfachen Formen und einem gewissen Maß an Rustikalität ausdrückte. So sind zum Beispiel alle Balkendecken der Burg nur grob behauen.
Einer der großen Vorratsräume im Erdgeschoss diente als Weinkeller. Von ihm führt eine Treppe in der Mauerstärke direkt zum darüberliegenden großen Saal. Dieser ist mit Abstand der größte Raum in der Burg und nimmt das gesamte erste Obergeschoss des Hauptbaus ein. Der 8,9 × 5,5 Meter große Saal wird Hall of Red Banners (deutsch Saal der roten Flaggen) genannt und besitzt einen 2,5 Meter breiten Kamin. In der Ostecke befindet sich ein Abort, der in die sehr dicke Außenmauer eingelassen ist. Eine schmale Wendeltreppe in der Nordecke führt in der Mauerstärke nach oben zum darüberliegenden Schlafzimmer im zweiten Obergeschoss. Dieses ist – wie alle Zimmer auf den oberen Etagen – mit Täfelung und einer Stuckdecke ausgestattet, die von der Restaurierung unter Lorimer stammen. Der Treppenturm besitzt viele kleine Fenster, deren Glasmalereien heraldische Motive zeigen.
Der nordöstliche der angebauten, niedrigen Flügel nimmt eine moderne Küche sowie Dienstbotenräume auf. Im Südwest-Flügel liegen neben Wirtschaftsräumen eine Loggia, ein Musikzimmer und eine Bibliothek. Diese besitzt eine tonnengewölbte Decke, deren kassettierte Stuckverzierungen ein Weinrankenmotiv wiederholen, das oft an schottischen Decken aus dem 17. Jahrhundert zu sehen ist und das Robert Lorimer vom Sommersitz seiner Familie, Kellie Castle, her kannte. Variationen davon sind in vielen auf seine Entwürfe zurückgehenden Gebäuden zu finden, unter anderem auch in Ardkinglas House.